# کوروش‌نامه
کوروش‌نامه یا کوروپدیا (به یونانی: Kúrou paideía) (به انگلیسی: Cyropaedia) کتابی دربارهٔ زندگی‌نامه نخستین شاهنشاه پارسی کوروش بزرگ بنیان‌گذار شاهنشاهی هخامنشی است. این کتاب طولانی‌ترین اثر گِزِنفُون، نویسنده و سپاهی و دانشجوی سقراط اهل آتن ۳۷۰ سال پیش از میلاد است. در این کتاب، گزنفون شیوه پرورش، آموزش و زندگی کوروش بزرگ را نگاشته است. عنوان لاتین شده (به لاتین: Cyropaedia) از یونانی (Κύρου παιδεία)، به معنی «آموزش کوروش» گرفته شده است. جنبه‌های آن به الگویی برای نویسندگان قرون وسطایی در سبک معروف به آینه برای شاهزادگان تبدیل شد. این به نوبه خود تأثیر مهمی بر مشهورترین اما غیرمعمول‌ترین آن‌ها، شاهزاده ماکیاولی داشت.

## نگارش
گزنفون برای نوشتن این کتاب از دوران حضور خود در جنگ با سپاهیان کوروش کوچک بین سال‌های ۴۰۰–۴۰۱ پیش از میلاد و آشنایی نزدیک با فرهنگ ایرانیان الهام گرفته است. هر چند روشن است که کسنوفون نمی‌خواسته تاریخ‌نگاری کند. ولی نمی‌توان به‌درستی گونه ادبی این اثر را تمیز داد. خود او در صفحات آغازین کتاب می‌گوید که هنگامی به فکر نوشتن کتاب افتاده که به علل شکست خوردن حکومت‌های مردمی می‌اندیشیده و تاریخ زندگی کوروش در درجه دوم اهمیت قرار داشته است.

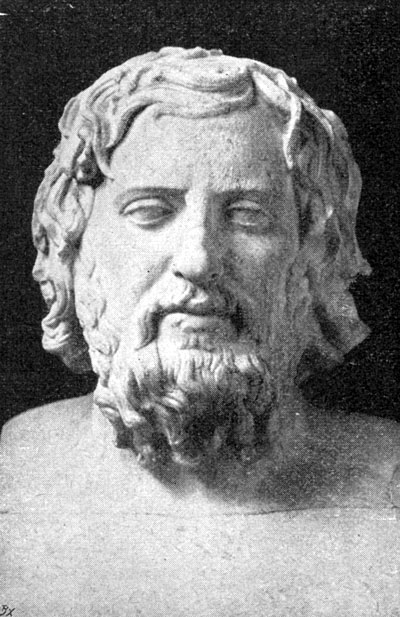
مجسمه گزنفون، نویسنده کوروش‌نامه

کوروش‌نامه، زندگینامه تا حدی تخیلی از کوروش بزرگ (۵۵۹–۵۲۹ پیش از میلاد)، بنیان‌گذار شاهنشاهی هخامنشی است. این اثر بلندترین اثر نوشته‌شده توسط گزنفون، نجیب‌زاده، سرباز و نویسنده آتنی (حدود ۴۳۰–۴۲۵ پیش از میلاد تا بعد از ۳۵۶ پیش از میلاد) است که در لشکرکشی کوروش کوچک علیه برادرش اردشیر دوم (۴۰۵–۳۵۹ پیش از میلاد) در سال ۴۰۱ پیش از میلاد شرکت داشت. عنوان این اثر تنها به کتاب اول از هشت کتابی که اثر به آن تقسیم شده است، دقیقاً قابل اطلاق است. در این کتاب، تبار کوروش، سامانهٔ آموزشی پارسیان و اقامت او در دربار پدربزرگ مادری‌اش، شاه مادها، آستیاگ، توصیف شده است.
شش کتاب باقی‌مانده به فتوحات کوروش و سازمان‌دهی امپراتوری او، در حالی که هنوز به‌طور رسمی یک تابع پادشاه ماد بود، اختصاص دارد. در کتاب دوم، بازسازی ارتش کوروش شرح داده شده است؛ در کتاب سوم، فتح ارمنستان و سکاها؛ و در کتاب‌های چهارم تا ششم، جنگ‌های او علیه آشور روایت شده است. این شرح‌ها از موضوعات نظامی با داستان‌هایی که ظاهراً از سنت‌های روایی شرقی گرفته شده‌اند، جذاب‌تر شده‌اند، مانند داستان گبریاس و دشمنی او با پادشاه آشور و رمان معروف پانته‌آ و ابراداتاس.
در کتاب هفتم، نبرد نهایی علیه «آشور»، تسخیر ساردیس و فتح بابل از طریق انحراف رود فرات روایت شده است. کتاب هشتم به توصیف پادشاهی کوروش و ایده‌های او در مورد سلطنت، مراسم عبادی و قربانی در بابل، بازگشت او به پارس پس از جانشینی بی‌نزاع عموی مادری‌اش بر تخت، تأسیس ساتراپی‌ها و مرگ او می‌پردازد.
تمام نسخه‌های خطی و ویرایش‌های مدرن متن با یک اپیلوگ به پایان می‌رسند که ارزیابی تیره‌ای از ایران معاصر (یعنی قرن چهارم) و افول اخلاقی از دوران کوروش ارائه می‌دهد. اگرچه اغلب محققان مدرن با تاریخ این اپیلوگ موافقند، اما نظرات در مورد نویسنده آن متفاوت است. استیون هیرش اخیراً بحث‌ها را خلاصه کرده و استدلال کرده است که این فصل آخر احتمالاً اثر خود گزنفون نیست. با این حال، بودیل دئو این بخش را بخشی از ساختار اصلی متن می‌داند، نه یک پس‌نوشت توسط نویسنده دیگر یا یک فکر ثانوی از گزنفون.

## متن کتاب

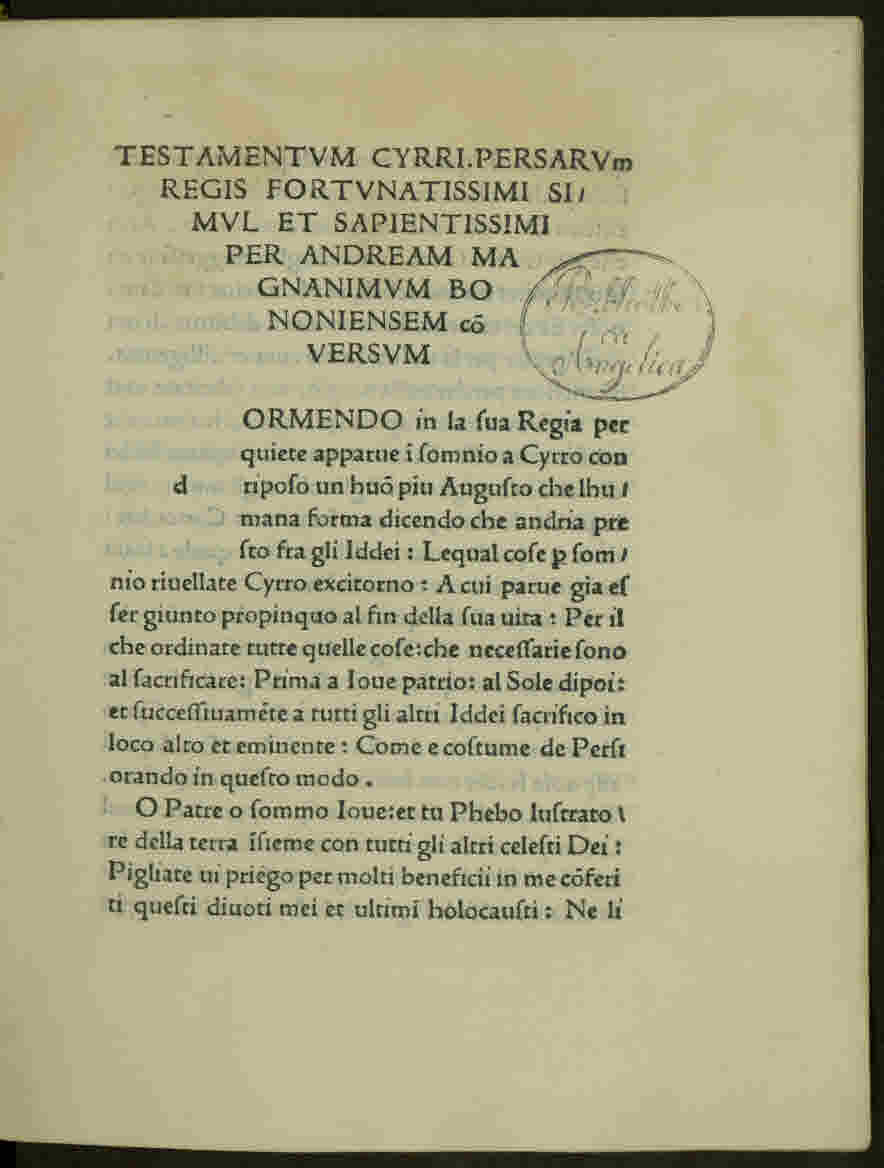
متنی از کوروش‌نامه

کوروش‌نامه رمانی سیاسی و با نثری ساده دربارهٔ پرورش و آموزش فرمانروایی آرمانی است که برای فرمانرانی و پیشبرد یک سرزمین با خودسرانگی نیک‌خواهانه و خردمندانه در برابر بندگانی فرمانبردار و ستایشگر آماده شده است. او پادشاهی کوروش را نمونه ایده‌آلی از حکومت عادلانه بر مردمی از اقوام و مذاهب گوناگون می‌داند. به این‌گونه او از تاریخ برای بیان چگونگی نظام اخلاقی مطلوب خود برای رشد جامعه استفاده می‌کند.

## تأثیرگذاری
کوروش‌نامه تأثیر مهمی بر اسکندر مقدونی و ژولیوس سزار گذاشت. برخی این کتاب را پاسخی به رساله جمهور نوشته افلاطون می‌دانند. اما پس از دوران یونان باستان به فراموشی سپرده شد.
با آغاز عصر روشنگری رویکرد به کوروش‌نامه بار دیگر آغاز شد و ترجمه‌های جدید آن، الهام‌بخش فیلسوفان سیاسی مانند نیکولو ماکیاولی و ژان-ژاک روسو شدند. در آمریکا گروه سیاسی بنیان‌گذار جمهوری ایالات متحده (پدران بنیان‌گذار ایالات متحده آمریکا) مانند توماس جفرسون، جان آدامز، و بنجامین فرانکلین آن را نمونه خوبی برای پس‌زدن تفکر سیاسی واپسگرای سده‌های میانه و ساخت بنای جامعه مدرن و شیوه فرمانروایی شایسته می‌دانستند. از همین رو توماس جفرسون دو نسخه از آن را همواره با خود داشت. در آن دوران، خواندن کوروش‌نامه اثر گزنفون و شهریار نوشته نیکولو ماکیاولی برای همه سران کشور اجباری بود.
با اینکه از دوران باستان در مورد اعتبار تاریخی پرتره گزنفون از کوروش تردیدهایی وجود داشته است، این اثر مورد توجه سربازان، سیاستمداران، معلمان و عموم تحصیل‌کردگان بوده است. اسکندر مقدونی، اسکیپیو آفریکانوس، آگوستوس سزار، نیکولو ماکیاولی، راجر آشام (مربی الیزابت اول انگلستان) و ژاک-بنینی بوسوئه با آن آشنا بوده‌اند. به دلیل تصویری که زنفون از کوروش به عنوان یک پادشاه مهربان و عادل ارائه می‌دهد که بیشتر از طریق قانع کردن حکومت می‌کند تا زور، این اثر در شکل‌دهی تصویر کوروش به عنوان یک پادشاه عادل و بردبار تأثیر زیادی داشته است.

## تردیدها در درستی
بسیاری دربارهٔ درستی بازتاب کوروش‌نامه از تاریخ شاهنشاهی هخامنشی تردید دارند. چرا که بسیاری از رخدادهای آن دوران پس و پیش شده‌اند یا با همتای تاریخی آن یگانگی ندارند. هم دوران نبودن کسنوفون (۴۳۱ تا ۳۵۵ پیش از میلاد) و کوروش (۵۸۰ تا ۵۳۰ پیش از میلاد) دلیل خوبی برای این است که چرا برخی رخدادها در کوروش‌نامه به دوره‌های پس از وی اشاره می‌کند. چه بسا، خاورمینان برای شناسایی زندگی کوروش به رمان گزنفون تکیه بسیار می‌کنند. هر چند تورات زندگی‌نامه کوروش را به گونه دیگری نگاشته است.

## نقدها و دیدگاه‌ها
بسیاری از دانشمندان کلاسیک معتقدند که کوروش‌نامه تاریخ‌نگاری نیست. این اثر به عنوان یک رمان تاریخی، تاریخ رمانتیک، رساله آموزشی یا یک رمان تربیتی مورد بررسی قرار گرفته است. اما نمی‌توان آن را به یک ژانر خاص در ادبیات یونان باستان منتسب کرد. برخی معتقدند گزنفون از یک رساله پیشین از آنتیستنس دربارهٔ زندگی کوروش الهام گرفته است.
اینکه آیا کوروش‌نامه (Cyropaedia) به عنوان منبعی برای تاریخ ایران قابل استفاده است یا خیر، همچنان مورد بحث است. محققان کلاسیک اشاره می‌کنند که تعدادی از «حقایق» ذکرشده در این اثر اشتباه هستند. برای مثال، گفته شده که امپراتوری ماد تحت فرمان پادشاهی ضعیف بود و با ازدواج کوروش با دختر کیاکسار به پایان مسالمت‌آمیزی رسید (مقایسه کنید با Breitenbach, col. 1709)، اما پسر آستیاگ به نام کیاکسار که جانشین پدرش به عنوان پادشاه ماد شده باشد، در هیچ منبع دیگری شناخته نشده است. بر اساس منابع بابلی (Chronicle Nabonidus I؛ و کتیبه استوانه کوروش، آیه ۱۳) و همچنین هرودوت، کوروش آخرین پادشاه ماد، آستیاگ، را در نبرد شکست داد. هرودوت از دو نبرد میان کوروش و کرزوس یاد کرده است، در حالی که در کوروش‌نامه تنها یک نبرد ذکر شده که منجر به فتح لیدیه شده است.
نام پسر دوم کوروش که از یک کتیبه (DB I 30-31) و هرودوت به عنوان بردیا (یونانی: Smerdis) شناخته شده، در نوشته‌های گزنفون به نام تاناوکسارس آمده است (مقایسه کنید با Tanyoxarkes در آثار کتزیاس). فهرست ساتراپی‌های ذکرشده در کوروش‌نامه شباهت کمی با توصیفات هرودوت یا فهرست‌های کشورهای ذکرشده در کتیبه‌های هخامنشی دارد (DB I 12-17؛ DPe 5-18؛ DNa 15-30؛ XPh 13-28). مصر نیز نه توسط کوروش (برخلاف ادعای کوروش‌نامه)، بلکه توسط پسر و جانشینش کمبوجیه (۵۲۹–۵۲۲ پ. م) در سال ۵۲۵ فتح شد.
بسیاری از نام‌های فارسی ذکرشده در کوروش‌نامه تنها در قرن چهارم شناخته‌شده‌اند، یا حتی آشکارا ساخته و پرداخته گزنفون هستند (برای مثال Alkeunas, Aglaitadas؛ برای بررسی اصالت چنین نام‌هایی، مقایسه کنید با Breitenbach, cols. 1712-1714). برخلاف گزارش هرودوت که کوروش در نبرد کشته شد (مقایسه کنید با کتزیاس)، گزنفون مرگ او را در خانه و به نظر از پیری توصیف کرده است.
این فهرست از «اشتباهات» تاریخی به‌ندرت با اطلاعات دقیق‌تر گزنفون در مورد هویت پدر کوروش (که با استوانه کوروش تطابق دارد) یا پادشاه ایران، کمبوجیه (به گفته هرودوت: یک ایرانی عادی؛ کتزیاس، به نقل از Nicolaus Damascenus: مردی با طبقه اجتماعی پایین که با یک چوپان ازدواج کرده و به دلیل فقر به دزدی رو آورده بود) جبران می‌شود. علاوه بر این، گزنفون که در جوانی شاگرد سقراط بود، تصویری از کوروش ارائه می‌دهد که شامل تعدادی ویژگی‌های سقراطی است (مقایسه کنید با تصویر سقراط که به عنوان معلم شاهزاده ارمنی ارائه شده؛ 3.1.38-39).
تمام این عوامل باعث شده است که پژوهشگران کلاسیک کوروش‌نامه را اثری تخیلی و عاری از محتوای تاریخی بدانند. سیستم آموزشی ایران که در متن توصیف شده، به نظر می‌رسد ویژگی‌های مشترکی با نظام آموزشی اسپارتا داشته باشد؛ احتمالاً بازتابی از اقامت گزنفون در آن شهر پس از تبعید از آتن در سال ۳۹۴ و تحسین عمومی‌اش از دولت اسپارتا است.

## تفاوت‌های دیدگاه‌های ایران‌شناسان
ایران‌شناسان، از سوی دیگر، به شباهت‌هایی میان کوروش‌نامه و شاهنامه فردوسی و دانسته‌های محدود از سنت‌های شفاهی ایران در دوران باستان اشاره کرده‌اند. آرتور کریستنسن، برای مثال، اشاره کرده است که صحنه مرگ کوروش همان‌گونه که گزنفون ارائه داده، شباهت زیادی به صحنه‌های مرگ و سخنان پایانی در شاهنامه دارد. ولفگانگ کنوث (Wolfgang Knauth) رفتار، نگرش‌ها، و سخنان کوروش در کوروش‌نامه را با نمونه‌هایی از شاهنامه و کتیبه‌های شاهنشاهی هخامنشی (عمدتاً DNb) مقایسه کرده و نتیجه گرفته است که این اثر بازتابی از «آیینه‌ای برای شاهزادگان» ایرانی است. با این حال، مشخص نیست که این فضائل سلطنتی تا چه حد منحصر به فرهنگ ایرانی هستند، چراکه بسیاری از آنها در متون سلطنتی دیگر نقاط جهان نیز یافت می‌شوند.

## نتیجه‌گیری
به نظر می‌رسد که گزنفون در نگارش کوروش‌نامه از منابع مستند استفاده نکرده است. دانشی که او در طول خدمتش در کنار کوروش کوچک به دست آورد، در بخش‌هایی از متن آشکار است و اغلب با عباراتی مانند éti kaì nûn (حتی تا به امروز) نشان داده شده است. در طول این لشکرکشی، گزنفون ممکن است با سنت‌های شفاهی رایج دربارهٔ کوروش بزرگ آشنا شده باشد (مقایسه کنید با کوروش‌نامه ۱٫۲٫۱: «حتی تا به امروز بربرها در داستان‌ها و آوازهایشان می‌گویند که کوروش چنین بود…»). به دلیل ماهیت منابع شفاهی، جزئیات معمولاً دچار ابهام یا جابه‌جایی می‌شوند. اگر گزنفون از سنت شفاهی ایرانی برای چارچوب روایی رساله خود دربارهٔ ویژگی‌های رهبری خوب استفاده کرده باشد، این روایت‌ها قطعاً مملو از ناهماهنگی‌های تاریخی بوده‌اند.
بنابراین، کوروش‌نامه به هیچ وجه نمی‌تواند اطلاعات قابل اعتمادی دربارهٔ ایران در قرن ششم پیش از میلاد ارائه دهد. ارجاعات مکرر به اعدادی که ظاهراً دقیق هستند، مانند تعداد ارتش‌ها و موارد مشابه، باید به‌عنوان ابزاری ادبی برای جلب اعتماد خواننده در نظر گرفته شوند. حتی برای تاریخ ایران در اواخر قرن پنجم و چهارم نیز این اثر تنها باید با احتیاط مورد استفاده قرار گیرد. این محدودیت به‌طور مشابه در مورد نتیجه‌گیری کتاب هشتم نیز صادق است، جایی که نثر انتقادی تقریباً به‌طور جدایی‌ناپذیری با چند واقعیت معتبر در هم آمیخته شده است.